# 世界遺産都市機構
世界遺産都市機構（The Organization of World Heritage Cities, OWHC）は、世界遺産に登録されている都市や世界遺産を抱える都市間で、保護などのための相互協力を促進することを目的とした非政府組織である。1991年に該当する一部都市による国際的なシンポジウムがケベック・シティで開催され、そこでの宣言を踏まえる形で1993年9月8日にモロッコのフェズで発足した。
本部はケベック・シティにあり、6つの地域支局があるが、どちらの地域支局にも属していない都市もある。

世界遺産都市機構のロゴ

- アジア・パシフィック地域（慶州）
- 東欧・中欧地域（ワルシャワ）
- ユーラジア地域（カザン）
- ラテンアメリカ地域（モレリア）
- 北欧・北米地域（レーゲンスブルク）
- 南欧・地中海地域（コルドバ）

## 加盟都市
国名・地域名及び都市名は英語表記のアルファベットで並ぶ。カッコ内は所属する地域区分。**印はオブザーバー。
- アルジェリア
  - アルジェ
  - ガルダイア
- アルメニア
  - エチミアジン（南欧・地中海地域）
  - エレバン**
- オーストリア
  - ザルツブルク（北欧・北米地域）
  - ウィーン（南欧・地中海地域）
- アゼルバイジャン
  - イチェリ・シェヘル（南欧・地中海地域、東欧・中欧地域）
- バーレーン
  - ムハッラク
- バルバドス
  - ブリッジタウン
- ベルギー
  - ブルッヘ（南欧・地中海地域）
  - ブリュッセル（北欧・北米地域）
- バミューダ
  - セント・ジョージ
- ボリビア
  - ポトシ
  - スクレ
- ボスニア・ヘルツェゴビナ
  - モスタル（南欧・地中海地域）
- ブラジル
  - ブラジリア
  - ディアマンティーナ
  - オリンダ
  - オウロ・プレット
  - サルヴァドール・デ・バイア
  - サン・ルイス
- ブルガリア
  - ネセバル（東欧・中欧地域）
- カナダ
  - ルーネンバーグ
  - ケベック・シティー（北欧・北米地域）
- カーボベルデ
  - シダーデ・ヴェーリャ（南欧・地中海地域）
- チリ
  - バルパライソ
- 中華人民共和国
  - 承徳
  - 都江堰
  - 麗江
  - マカオ
  - 蘇州
- コロンビア
  - カルタヘナ（ラテンアメリカ地域）
  - サンタ・クルス・デ・モンポス
- クロアチア
  - ドゥブロヴニク（東欧・中欧地域）
  - スプリト（東欧・中欧地域）
  - トロギル
- キューバ
  - カマグエイ（ラテンアメリカ地域）
  - ハバナ（ラテンアメリカ地域）
  - トリニダ
- キュラソー
  - ウィレムスタット（ラテンアメリカ地域）
- チェコ
  - クトナー・ホラ（東欧・中欧地域）
  - プラハ
  - トシェビーチ
- エクアドル
  - クエンカ（ラテンアメリカ地域）
  - キト（ラテンアメリカ地域）
- エジプト
  - カイロ
- エストニア
  - タリン
- エチオピア
  - ハラール・ジュゴル
- フィジー
  - レブカ
- フィンランド
  - ラウマ（北欧・北米地域）
- フランス
  - ボルドー（北欧・北米地域、南欧・地中海地域）
  - カルカソンヌ
  - フォンテーヌブロー（北欧・北米地域）
  - ル・アーヴル
  - モン・サン＝ミシェル
  - ナンシー
  - ニース（南欧・地中海地域）
  - プロヴァン
  - ストラスブール（南欧・地中海地域）
- ドイツ
  - アウクスブルク（北欧・北米地域）
  - バンベルク（北欧・北米地域）
  - ベルリン（北欧・北米地域）
  - リューベック
  - ナウムブルク（北欧・北米地域）
  - ポツダム
  - クヴェードリンブルク（北欧・北米地域）
  - レーゲンスブルク（北欧・北米地域）
  - シュトラールズント（北欧・北米地域）
  - ヴィスマール（北欧・北米地域）
- ギリシャ
  - パトモス島のホーラ
  - ロドス（南欧・地中海地域）
- ハンガリー
  - ブダペスト（東欧・中欧地域）
- インドネシア
  - デンパサール（アジア・パシフィック地域）
  - ギャニャール（アジア・パシフィック地域、ユーラジア地域）
  - カランガスム
  - サワルント（アジア・パシフィック地域）
  - スラカルタ（アジア・パシフィック地域）
- イラン
  - バム
- イスラエル
  - アッコ
  - エルサレム
  - テルアビブ・ヤフォ（東欧・中欧地域）
- イタリア
  - パドゥーラ
  - パラッツォーロ・アクレイデ
  - サン・ジミニャーノ
- 日本
  - 京都
  - 奈良
- カザフスタン
  - テュルキスタン（ユーラジア地域）
- ケニア
  - ラム
  - モンバサ
- ラオス
  - ルアンパバーン（アジア・パシフィック地域）
- ラトビア
  - リガ（東欧・中欧地域、北欧・北米地域）
- リビア
  - ガダミス
- リトアニア
  - ヴィリニュス（東欧・中欧地域）
- ルクセンブルク
  - ルクセンブルク（北欧・北米地域）
- マレーシア
  - ジョージタウン
  - ムラカ（アジア・パシフィック地域）
- マリ
  - トンブクトゥ
- マルタ
  - バレッタ
- メキシコ
  - カンペチェ（ラテンアメリカ地域）
  - グアナフアト（ラテンアメリカ地域）
  - メキシコシティ（ラテンアメリカ地域）
  - モレリア（ラテンアメリカ地域）
  - オアハカ（ラテンアメリカ地域）
  - プエブラ（ラテンアメリカ地域）
  - ケレタロ（ラテンアメリカ地域）
  - サン・ミゲル・デ・アジェンデ（ラテンアメリカ地域）
  - サン・パブロ・ビラ・デ・ミトラ（ラテンアメリカ地域）
  - トラコタルパン
  - ソチミルコ（ラテンアメリカ地域）
  - サカテカス（ラテンアメリカ地域）
- モンテネグロ
  - コトル（南欧・地中海地域）
- モロッコ
  - エッサウィラ
  - フェズ
  - マラケシュ（南欧・地中海地域）
  - メクネス
  - テトゥアン
- モザンビーク
  - モザンビーク島
- ネパール
  - バクタプル
  - カトマンズ
  - ラリトプル（パタン）
- オランダ
  - プルメレント（北欧・北米地域）
- 北マケドニア
  - オフリド（東欧・中欧地域）
- ノルウェー
  - ベルゲン
  - レーロース
- パナマ
  - パナマ市
- ペルー
  - アレキパ
  - クスコ（ラテンアメリカ地域）
  - リマ
  - リマック
- フィリピン
  - ミアガオ
  - ビガン
- ポーランド
  - クラクフ（東欧・中欧地域）
  - トルン
  - ワルシャワ（東欧・中欧地域、北欧・北米地域）
  - ザモシチ（東欧・中欧地域）
- ポルトガル
  - アングラ・ド・エロイズモ（南欧・地中海地域）
  - エルヴァス（南欧・地中海地域）
  - ギマランイス（南欧・地中海地域）
  - オポルト（南欧・地中海地域）
  - シントラ（南欧・地中海地域）
  - エヴォラ（南欧・地中海地域）
- 大韓民国
  - 安東（アジア・パシフィック地域）
  - 報恩（アジア・パシフィック地域）
  - 扶餘（アジア・パシフィック地域）
  - 高敞（アジア・パシフィック地域）
  - 公州（アジア・パシフィック地域）
  - 広州（アジア・パシフィック地域）
  - 慶州（アジア・パシフィック地域）
  - 海南（アジア・パシフィック地域）
  - 陜川（アジア・パシフィック地域）
  - 和順（アジア・パシフィック地域）
  - 益山（アジア・パシフィック地域）
  - 鍾路（アジア・パシフィック地域）
  - 城北
  - 水原（アジア・パシフィック地域）
  - 梁山（アジア・パシフィック地域）
  - 栄州（アジア・パシフィック地域）
- シンガポール
  - シンガポール
- ルーマニア
  - ビエルタン
  - シギショアラ（東欧・中欧地域）
- ロシア
  - デルベント
  - カザン（ユーラジア地域）
  - モスクワ
  - ノヴゴロド（ユーラジア地域）
  - サンクトペテルブルク（東欧・中欧地域）
  - スーズダリ
  - ヤロスラヴリ（ユーラジア地域）
- セネガル
  - ダカール
  - サン＝ルイ
- スロバキア
  - バンスカー・シュチャヴニツァ（東欧・中欧地域）
  - バルデヨフ
- スペイン
  - アルカラ・デ・エナーレス
  - アランフエス（南欧・地中海地域）
  - アビラ
  - バエサ（南欧・地中海地域）
  - コルドバ（南欧・地中海地域）
  - クエンカ（南欧・地中海地域）
  - カセレス（南欧・地中海地域）
  - グラナダ（南欧・地中海地域）
  - エイビッサ（イビサ島）（南欧・地中海地域）
  - メリダ
  - サラマンカ
  - サン・クリストバル・デ・ラ・ラグーナ
  - サンティアゴ・デ・コンポステーラ（南欧・地中海地域）
  - セゴビア（南欧・地中海地域）
  - タラゴナ（南欧・地中海地域）
  - トレド
  - ウベダ（南欧・地中海地域）
- スリランカ
  - アヌラーダプラ
  - ゴール（アジア・パシフィック地域）
  - キャンディ（アジア・パシフィック地域）
- スウェーデン
  - カールスクルーナ
  - ヴィスビュー（北欧・北米地域）
- スイス
  - ベルン
- シリア
  - アレッポ
  - ダマスカス
- タンザニア
  - ザンジバルシティ
- チュニジア
  - ケルアン
  - スース
  - チュニス（南欧・地中海地域）
- トルコ
  - ブルサ
  - イスタンブール
  - コンヤ
  - サフランボル（ユーラジア地域）
- ウクライナ
  - チェルニウツィー（東欧・中欧地域）
  - リヴィウ（東欧・中欧地域）
- イギリス
  - バース
  - エディンバラ
- アメリカ合衆国
  - フィラデルフィア（北欧・北米地域）
  - サンアントニオ（北欧・北米地域）
- ウルグアイ
  - コロニア・デル・サクラメント（ラテンアメリカ地域）
  - フライ・ベントス
- ウズベキスタン
  - ヒヴァ
- ベネズエラ
  - コロ
- ベトナム
  - ホイアン
  - フエ（アジア・パシフィック地域）